# Platan Emila Hanzelky
Platan Emila Hanzelky je památný strom (platan javorolistý, latinsky Platanus hispanica), který roste v městském parku před technickým muzeem Šustalova vila v Kopřivnici v okrese Nový Jičín v Moravskoslezském kraji a na Moravě. V roce 1997 byl pro své stáří a estetickou hodnotu vyhlášen památným stromem. V době vyhlášení měl výšku 25 metrů, obvod 337 centimetrů a nacházel se na pozemku s parcelním číslem 1932 v katastrálním území Kopřivnice Stáří stromu je asi 120 let., nyní se jedná o pozemek p. č. 1932/3 v k. ú. Kopřivnice .

## Popis dřeviny
V Odborné databázi památných stromů se nachází slovní popis Platanu Emila Hanzelky. Jedná se o dospělce kvetoucího a plodícího platanu javorolistého s krátkým nakloněným kmenem a širokou korunou.
| položka/datum    | 1.1.1997 | 1.1.1998 | 18.8.2009 |
| ---------------- | -------- | -------- | --------- |
| obvod kmene      | 337 cm   | 333 cm   | 350 cm    |
| výška            | 25 m     |          |           |
| výška koruny     | 22 m     |          |           |
| šířka koruny     | 26 m     | 25 m     | 30 m      |
| zdravotní stav   | výborný  |          | výborný   |
| provedené zásahy |          |          |           |

## Ochranné pásmo
dendrologicky cenný taxon, esteticky zajímavý strom, významný stářím, významný vzrůstem
Upřesnění lokality
v parku technickeho muzea - dříve

## Památné stromy v okolí
- Žižkova lípa na Šostýně
- Buk Černých myslivců (u Raškova kamene)
- Buk Ondrášův (u Raškova kamene)
- Raškův buk (u Raškova kamene)
- Husova lípa (Kopřivnice)
- Fojtova lípa (Kopřivnice)
- Ořech Leopolda Víchy